# L’Abbaye
L’Abbaye (čte se [labei] nebo [labeji], v místním dialektu franko-provensálštiny [labaːˈi] nebo [labaˈji])  je obec na západě Švýcarska v kantonu Vaud. Žije zde přibližně 1 500 obyvatel.

## Geografie

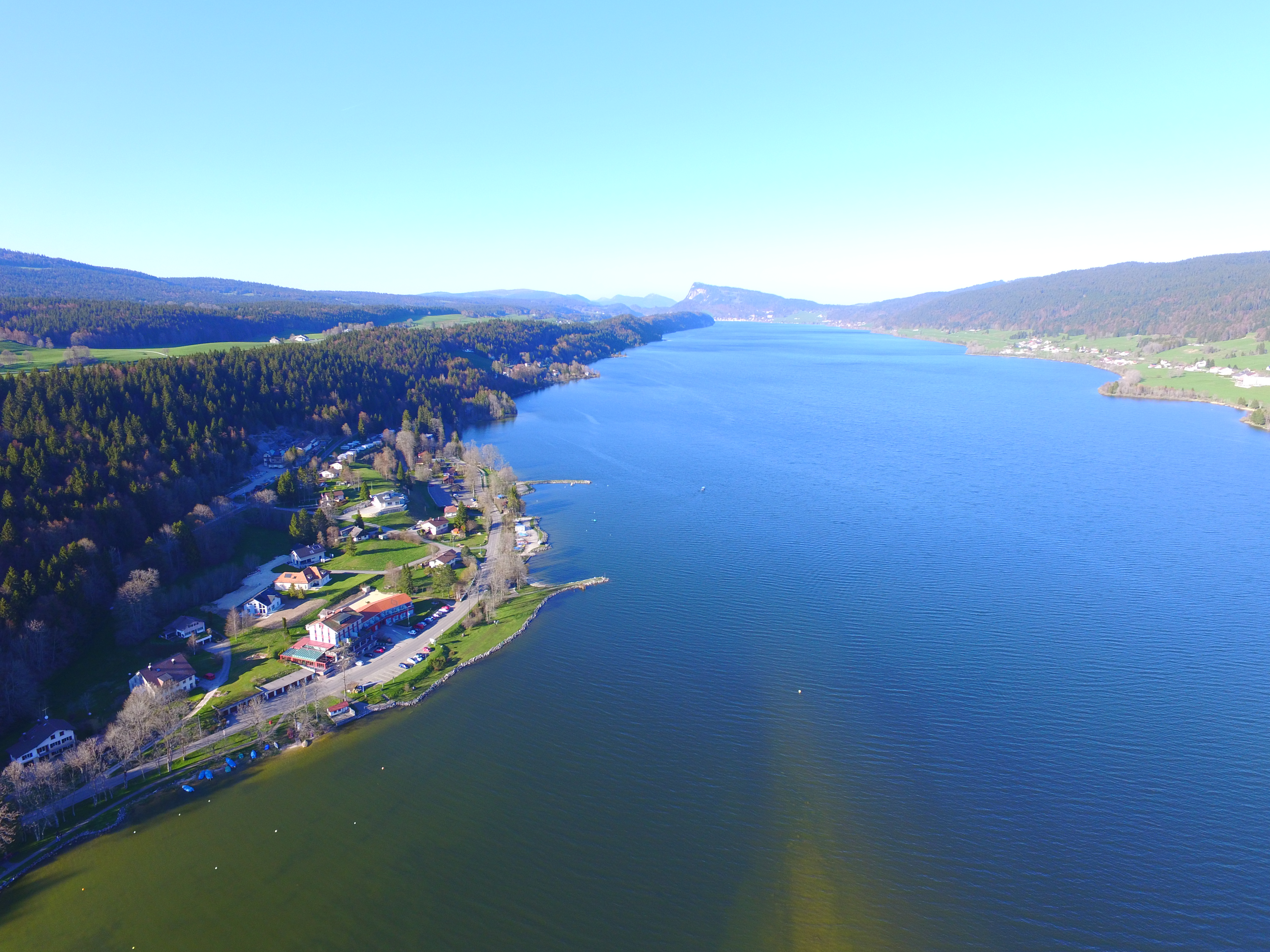
Jezero Lac de Joux

L’Abbaye leží v nadmořské výšce 1014 m, vzdušnou čarou 29 km jihozápadně od okresního města Yverdon-les-Bains a 28 km severozápadně od Lausanne. Obec se nachází v údolí Vallée de Joux na náplavovém kuželu řeky Lionne na východním břehu jezera Lac de Joux v pohoří Vaudský Jura.
Území obce o rozloze 31,9 km² pokrývá část Vaudského Jury a přibližně polovinu vodní plochy jezera Lac de Joux. Území se rozkládá od plochého pobřeží na jihovýchodě na antiklinálu Mont Tendre. Ta má severní rameno široké asi 3 km, které pokrývají rozsáhlé lesy (Grand Bois à Ban a Bois de la Rippe) a jurské pastviny (včetně Communal de l’Abbaye), které jsou porostlé typickými mohutnými smrky stojícími jednotlivě nebo ve skupinách. Krajina se vyznačuje četnými krasovými prohlubněmi, závrty a krasovými poli. Nejvyšší bod L’Abbaye se nachází ve výšce 1650 m n. m. na západním svahu hory Mont Tendre. Na východě vede hranice přes Haut du Mollendruz (1441 m n. m.) a průsmyk Pétra Felix (1144 m n. m.). Severovýchodně od jezera Lac de Joux a sousedního jezera Lac Brenet se území obce rozkládá v kopcovité krajině Les Agouillons (až 1217 m n. m.), v rašeliništi Sagne Vuagnard a v údolí potoka Ruisseau des Epoisats až k vrcholu Dent de Vaulion (1483 m n. m.). V roce 1997 tvořila zastavěná plocha 4 % rozlohy obce, 57 % tvořily lesy a lesní porosty, 37 % zemědělská půda a přes 2 % neproduktivní půda.
K obci L’Abbaye patří dvě vesnice Le Pont (1008 m n. m.) na severovýchodním břehu jezera Lac de Joux a Les Bioux (1022 m n. m.) na jihovýchodním břehu. Druhá z nich se skládá z prakticky sousedících vesnic u silnice Bas des Bioux (1010 m n. m.), Vers chez Aron (1022 m n. m.) a Vers chez Grosjean (1025 m n. m.). L’Abbaye zahrnuje také četné jednotlivé farmy roztroušené po výšinách Jury. Sousedními obcemi L’Abbaye jsou Vallorbe, Vaulion, Mont-la-Ville, L’Isle, Montricher, Le Chenit a Le Lieu.

## Historie

Letecký pohled (1964)

Historie L’Abbaye začíná založením premonstrátského kláštera v roce 1126 Gozbertem, který byl žákem svatého Norberta z Xantenu. Klášter byl zasvěcen svaté Máří Magdaléně. V roce 1228 je místo zmiňováno jako Abbatia de lacu Jurensi (Abbaye du Lac de Joux). Kanovníci zrekultivovali pozemky podél jezera Lac de Joux a kolem kláštera se od počátku 14. století rozvíjela vesnice L’Abbaye.
Po dobytí Vaudu Bernem v roce 1536 a zavedení reformace byl klášter sekularizován. L’Abbaye přešlo pod správu komitátu Romainmôtier. Od roku 1571 se L’Abbaye po oddělení od Le Lieu stalo samostatnou obcí. Místní části L’Abbaye, Le Pont a Les Bioux jsou od roku 1766 dílčími obcemi s vlastním obecním zastupitelstvem a správou. Po pádu Staré konfederace patřilo L’Abbaye v letech 1798–1803 v období Helvétské republiky ke kantonu Léman, který byl poté po vstupu v platnost Ústavy o zprostředkování sloučen s kantonem Vaud. V roce 1798 byla obec přiřazena k okresu La Vallée. Obec L’Abbaye byla zpustošena několika vážnými požáry, z nichž poslední obec postihl v roce 1966.

## Obyvatelstvo
| Rok            | 1764 | 1850 | 1880 | 1900 | 1910 | 1930 | 1950 | 1960 | 1970 | 1980 | 1990 | 2000 |
| Počet obyvatel | 917  | 1018 | 1078 | 1350 | 1157 | 1149 | 1142 | 1124 | 1319 | 1068 | 1077 | 1304 |

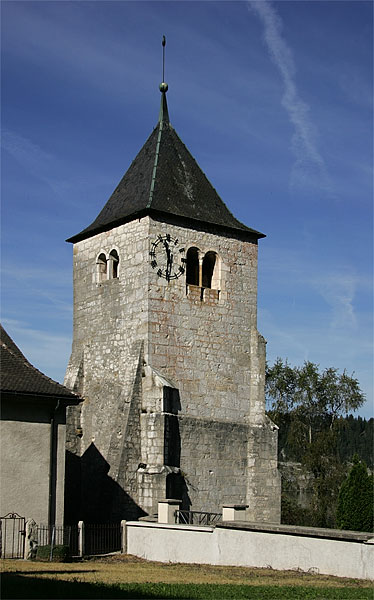
Kostelní věž

Z celkového počtu obyvatel je 94,0 % francouzsky mluvících, 2,5 % německy mluvících a 1,5 % portugalsky mluvících (stav v roce 2000). V roce 1850 žilo v L’Abbaye 1018 obyvatel a v roce 1900 1350 obyvatel. V průběhu 20. století počet obyvatel kolísal mezi 1050 a 1350. Od posledního minima (1068 obyvatel v roce 1980 po hospodářské krizi) počet obyvatel opět výrazně vzrostl.

## Hospodářství

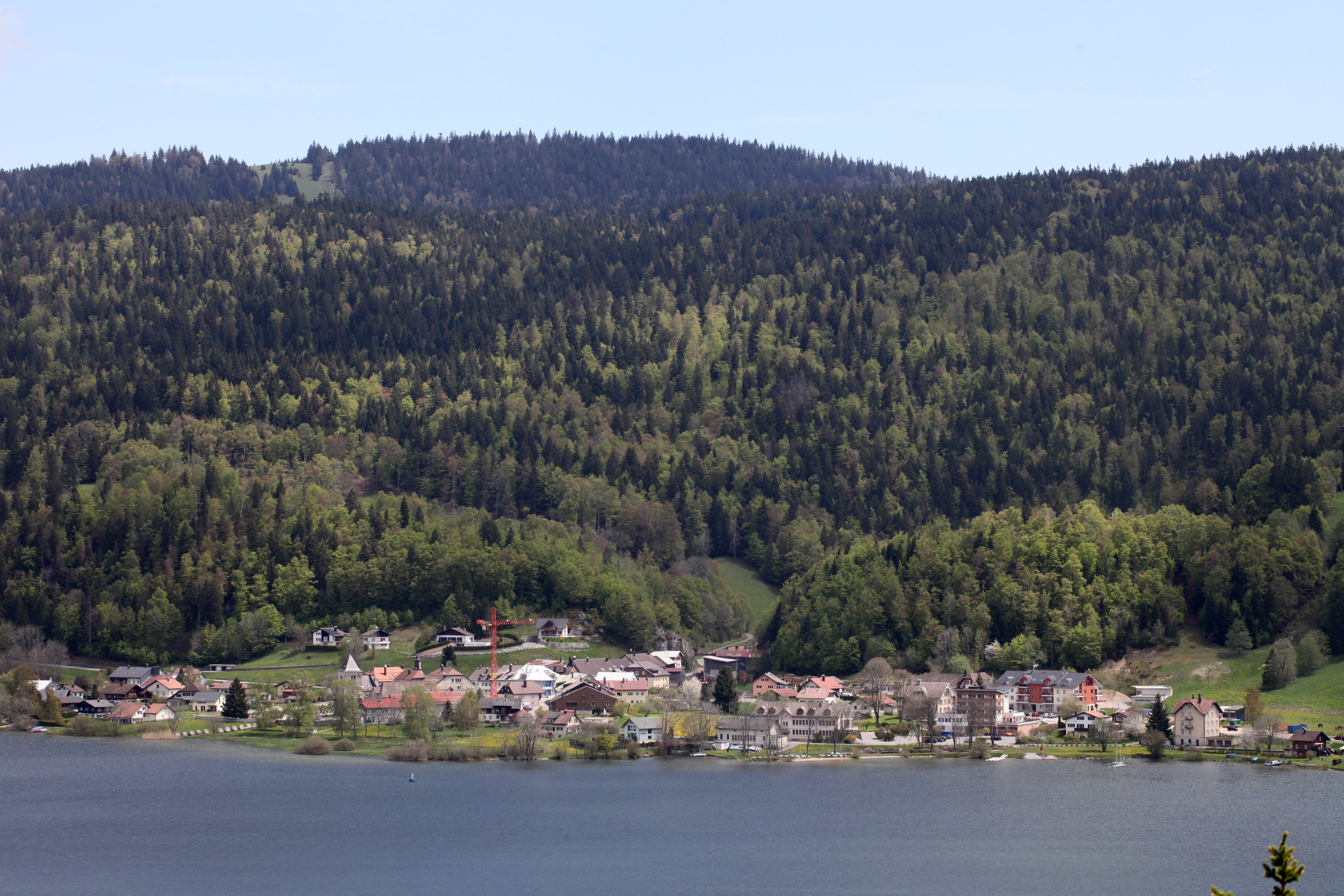
Celkový pohled na obec

L’Abbaye bylo v počátcích vedle zemědělství také centrem řemeslné a průmyslové činnosti. Koncem 15. století se zde začaly rozvíjet kovárny a hamry, mlátičky a pily, které využívaly vodní sílu řeky Lionne. Od roku 1557 až do 18. století existovala vysoká pec a přibližně od roku 1650 přibyly také kovozpracující podniky. V průběhu 18. století byly tyto podniky nahrazeny hodinářstvím, které bylo zpočátku provozováno podomácku a od poloviny 19. století pak v továrnách. Na konci 19. století se v Le Pontu stala důležitou těžba ledu. Led se v zimě sekal z ledové pokrývky jezera Lac de Joux, v létě se skladoval a převážel na Švýcarskou plošinu a do Paříže.
Dnes je obyvatelstvo zaměstnáno v hodinářském průmyslu (hlavně v Les Bioux), na pilách, v cestovním ruchu a v malých místních podnicích. Zemědělství má jen menší význam, zabývá se chovem dobytka, mlékárenstvím a výrobou sýrů.

## Doprava
Obec leží na hlavní silnici z Vallorbe do Le Brassus. Z této hlavní silnice odbočuje v L’Abbaye silnice přes průsmyk Col du Mollendruz do Cossonay. Železniční trať Vallorbe – Le Pont byla otevřena 31. října 1886. Prodloužení do Le Brassus vybudované dráhou Pont–Brassus (PBr) bylo otevřeno 21. srpna 1899. L’Abbaye a Les Bioux jsou napojeny na síť veřejné dopravy autobusovou linkou, která jezdí z Le Pont do Le Sentier.